# Elisabeth Shue
Elisabeth Judson Shue, född 6 oktober 1963 i Wilmington, Delaware, är en amerikansk skådespelare. Shue har bland annat medverkat i filmer som Karate Kid: Sanningens ögonblick (1984), En natt på stan (1987), Cocktail (1988), Tillbaka till framtiden del II (1989), Tillbaka till framtiden del III (1990), Älsklingsfiende (1991), Farväl Las Vegas (1995), Helgonet (1997), Hollow Man (2000) och Piranha (2010).

## Biografi
Shue föddes i Wilmington, Delaware och växte upp i New Jersey med tre bröder. I tonåren började hon med att medverka i TV-reklam för bland annat Hellman's Mayonaise och Burger King samtidigt som hon studerade vid college i Wellesley och Harvard.
År 1984 fick hon en roll i TV-serien Call to Glory och samma år fick hon rollen som flickvännen Ali i Karate Kid: Sanningens ögonblick. Hon hamnade snabbt i facket som söt flickvän och medverkade som sådan i En natt på stan (1987), Cocktail (1988) och Tillbaka till framtiden del II (1989). 
Hennes karriär fick sig en nödvändig uppryckning när hon medverkade i Farväl Las Vegas (1995) där hon spelade en prostituerad kvinna med ett hjärta av guld. Rollen gav henne en Oscarsnominering men de följande filmerna var besvikelser. Rollen som flickvän till Woody Allen i Harry bit för bit (1997) gav henne beröm, men därefter kom några filmer som floppade, däribland Helgonet (1997). I Hollow Man (2000) hade hon för första gången på länge en huvudroll i en film som gick bra ekonomiskt.

### Privatliv
Shue är sedan 1994 gift med TV-producenten Davis Guggenheim och har med honom en son och två döttrar. Hennes bror är skådespelaren Andrew Shue.

## Filmografi i urval
- 1984 – Call to Glory (TV-serie)
- 1984 – Karate Kid: Sanningens ögonblick
- 1986 – Link
- 1987 – En natt på stan
- 1988 – Cocktail
- 1989 – Tillbaka till framtiden del II
- 1990 – Tillbaka till framtiden del III
- 1991 – Älsklingsfiende
- 1993 – Heart and Souls
- 1995 – Farväl Las Vegas
- 1997 – Helgonet
- 1997 – Harry bit för bit
- 2000 – Hollow Man
- 2004 – Mysterious Skin
- 2005 – Hide and Seek
- 2007 – First Born
- 2007 – Gracie
- 2008 – Hamlet 2
- 2009 – Don McKay
- 2009 – Waking Madison
- 2009 – The Hard Ride
- 2010 – Piranha
- 2012 – CSI: Crime Scene Investigation (TV-serie)
- 2014 – Behaving Badly
- 2019 – The Boys (TV-serie)
- 2020 – Greyhound